# Distretto di Mpimbwe
Il distretto di  Mpimbwe è un distretto della Tanzania situato nella regione di Katavi. Conta una popolazione di 215 438 abitanti (censimento 2022). Il distretto è stato costituito nel 2015.

## Suddivisione amministrativa
Il distretto è diviso nelle seguenti circoscrizioni (wards), tra parentesi gli abitanti (censimento 2022):
1. Chamalendi (14 178)
2. Ikuba (16 588)
3. Kasansa (10 785)
4. Kibaoni (28 769)
5. Majimoto (52 411)
6. Mamba (42 847)
7. Mbede (19 248)
8. Mwamapuli (14 459)
9. Usevya (16 153)